# Per Sarto Jørgensen
Per Sarto Jørgensen (nascido em 3 de março de 1944) é um ex-ciclista dinamarquês que representou o seu país nos Jogos Olímpicos de Verão de 1964 de 1968, competindo no tandem.